# 夕凪 (大阪市)
夕凪（ゆうなぎ）は、大阪府大阪市港区にある町名。現行行政地名は夕凪一丁目および夕凪二丁目。

## 地理
港区の中央部に位置し、東に磯路、南に三先、北西に田中と接している。

## 世帯数と人口
2019年（平成31年）3月31日現在の世帯数と人口は以下の通りである。
| 丁目       | 世帯数    | 人口    |
| ---------- | --------- | ------- |
| 夕凪一丁目 | 1,442世帯 | 2,172人 |
| 夕凪二丁目 | 1,435世帯 | 2,787人 |
| 計         | 2,877世帯 | 4,959人 |

### 人口の変遷
国勢調査による人口の推移。
| 1995年（平成7年）  | 5,483人 | [ 5 ] |  |
| 2000年（平成12年） | 5,668人 | [ 6 ] |  |
| 2005年（平成17年） | 5,307人 | [ 7 ] |  |
| 2010年（平成22年） | 5,256人 | [ 8 ] |  |
| 2015年（平成27年） | 4,960人 | [ 9 ] |  |

### 世帯数の変遷
国勢調査による世帯数の推移。
| 1995年（平成7年）  | 2,452世帯 | [ 5 ] |  |
| 2000年（平成12年） | 2,666世帯 | [ 6 ] |  |
| 2005年（平成17年） | 2,501世帯 | [ 7 ] |  |
| 2010年（平成22年） | 2,692世帯 | [ 8 ] |  |
| 2015年（平成27年） | 2,697世帯 | [ 9 ] |  |

## 事業所
2016年（平成28年）現在の経済センサス調査による事業所数と従業員数は以下の通りである。
| 丁目       | 事業所数  | 従業員数 |
| ---------- | --------- | -------- |
| 夕凪一丁目 | 130事業所 | 599人    |
| 夕凪二丁目 | 111事業所 | 856人    |
| 計         | 241事業所 | 1,455人  |

## 交通
- 国道172号
- 中央大通

## 施設
- 大阪夕凪橋郵便局
- 三井住友銀行 港支店
- 関西みらい銀行 港支店

## その他

### 日本郵便
- 〒552-0004[3]（集配局：大阪港郵便局[11]）